# La cigüeña dijo ¡Sí! (película de 1955)
La cigüeña dijo ¡Sí! es una película en blanco y negro de Argentina dirigida por Enrique Carreras según el guion de Alejandro Casona sobre la obra de Carlos Llopis que se estrenó el 22 de abril de 1955 y que tuvo como protagonistas a Lola Membrives, Tomás Blanco, Esteban Serrador y Susana Campos. Fue una de las pocas incursiones en cine de Lola Membrives y, además, la última de ellas.

## Sinopsis
Un matrimonio maduro recibe alegremente la noticia del embarazo en tanto una pareja joven tiene la decepción de un intento frustrado.
En 1971 Carreras hizo una nueva versión sobre la misma obra teatral, protagonizada por Palito Ortega que tituló La familia hippie.

## Reparto
- Lola Membrives ... Doña Antonina
- Tomás Blanco ... Don Eduardo
- Esteban Serrador ... Claudio
- Susana Campos ... Pilar
- Hugo Pimentel ... Solís
- Paquita Más ... Felisa
- Delfy Miranda
- Antonio Martiánez ... Dr. Fernández Pérez
- Elder Barber

## Comentarios
King opinó que el filme era una:

”Lograda comedia reidera.”

La Nación dijo en su crónica:

”Su tono festivo está logrado con gracia comunicativa…su trama ligera ha contado con situaciones de buenos efectos.”